# 赖宁
赖宁（1973年10月20日—1988年3月13日），原名“赖麟”，是中国四川一名初中学生。他因参与救火而牺牲，后被中国共产主义青年团中央委员会、国家教育委员会授予“英雄少年”称号。

## 个人简历
赖宁于1973年10月20日出生于中国四川省雅安市的石棉县，父亲是当地水电局局长赖正纲，母亲是黄和榕； 同时他还有个妹妹赖彬。
赖宁就就读于本地小学并从小成绩优异，酷爱冒险，立志当一名科学家。自小学起便获得许多荣誉，并以全县第一名的成绩考入石棉县中学。

## 救火牺牲
1988年3月13日下午3时左右，石棉县当地海子山突发火灾。如果火势蔓延，则会对山区附近的油库、卫星接收站乃至整个县城造成威胁。赖宁冲进火场救火，虽数次被他人劝离却又再度进入火场。火灾扑灭后，赖宁却失踪了。
次日（3月14日），相关人员才在海子山南坡发现赖宁遗体。

## 所获荣誉
- 1988年5月，四川省人民政府批准赖宁为“革命烈士”。[3]

- 1989年5月，中国共产主义青年团中央委员会和国家教育委员会授予赖宁“英雄少年”称号。[3]

- 1989年10月，中国共产主义青年团中央委员会、国家教育委员会和中央电视台授予赖宁“全国十佳少先队员”称号。[6]

- 2009年9月，“双百”评选活动组委会评选赖宁为“新中国成立以来感动中国人物”。[7]

- 2019年9月，中国共产党中央委员会宣传部、组织部等9部门授予赖宁“最美奋斗者”称号。[5]

## 纪念活动
赖宁的事迹曾在中国全国范围内广泛地进行学习宣传，中国多地建有或曾建有赖宁雕像，如成都文化公园里曾有一座赖宁雕像，但在21世纪初被移除；山西太原东仓巷曾建有赖宁雕像，2011年被移除。21世纪初期中国进行新课改以前，赖宁的事迹一直被收录在思想品德课课本里。2004年，随着《北京市未成年人保护条例》的实施，赖宁的照片被从一些学校中摘除。赖宁的故乡石棉县建有赖宁纪念馆。